# Alfredo dos Santos
Alfredo dos Santos, mais conhecido como Alfredo II ("Alfredo Segundo"), (Rio de Janeiro, 1º de janeiro de 1920 — Rio de Janeiro, 23 de outubro de 1997), foi um futebolista brasileiro, que atuou na posição de volante, lateral, meia e atacante.

## Carreira
Jogou em toda sua carreira de forma oficial pelo Vasco da Gama (1937-1956), exceto em parte de 1949 pelo Flamengo, quando realizou 3 partidas amistosas contra o Fluminense, Grêmio e Brasil-RS. Obteve destaque no geral e foi chamado para assinar contrato. Contudo, em espaço de um mês houve uma reviravolta e renovou com o Vasco, a paixão pelo cruzmaltino fez desistir de defender o clube da Gávea.
Foi vencedor de cinco campeonatos cariocas (1945, 1947, 1949, 1950, 1952) e um Campeonato Sul-Americano de Campeões em 1948. Jogou ainda, pela Seleção Brasileira na Copa do Mundo de 1950 na partida contra a Seleção da Suíça, realizada no dia 28 de junho e que terminou com o empate entre os times por 2 a 2, sendo que Alfredo marcou um gol aos três minutos de jogo.

### Amor ao Vasco
Jogador de qualidades, aliava técnica e uma garra impressionante. Era chamado assim porque no Vasco, já havia outro Alfredo, um atacante mineiro.
Ainda muito jovem era considerado uma promessa: mesmo jogando como amador, fazia partidas pelo time profissional. Seu primeiro contrato, data de 1939, quando solicitou, e ganhou, uma dentadura como luvas.
Nesse mesmo ano, época em que não se permitiam substituições durante o jogo, atuou como goleiro num jogo contra a Portuguesa, era o prenúncio da versatilidade que demonstraria durante toda sua carreira.
Jogando no Vasco, nunca foi titular absoluto, entrava e saía do time. Apesar disso, era reconhecida a sua disciplina tática e a já citada versatilidade, características que o levaram a Seleção Brasileira.
A lenda, Alfredo Segundo, vai além do bom jogador que ele de fato era, entra na seara do amor incondicional que ele tinha pelo Vasco, talvez seja o jogador da Era Profissional que mais amou esse clube. Dois fatos mostram bem isso.
Certa época, foi aliciado pelo Fluminense e inclusive as bases contratuais já haviam sido acertadas, porém os diretores do Vasco apelaram para o seu lado emocional e o amor falou mais alto.
Em 1949, em uma injustiça sem tamanho, foi julgado ultrapassado pelo seu clube do coração e dispensado. Aceitou, então, um convite do Flamengo . Depois de fazer alguns amistosos por esse clube, foi aprovado e chamado para assinar seu contrato. Pausa. É aqui, que Alfredo Segundo, inseriu seu nome na galeria dos grandes do Vasco da Gama. Alfredo não conseguiu assinar. Alfredo II caiu em prantos ao perceber o que iria fazer. Suas lágrimas molharam o papel que para ele era uma traição ao seu sentimento. Alfredo Segundo era vascaíno de verdade e jamais assinaria com aquele clube. Seu presidente então ligou para Cyro Aranha e relatou a situação. 15 dias depois Alfredo Segundo voltava para o lugar que nunca deveria ter saído.
Abaixo, o emocionante depoimento de Alfredo sobre seu retorno para São Januário. Ao número 963 da revista “Esporte Ilustrado”, em sua publicação de 20 de setembro de 1956.
| “ | Fui muito bem tratado no Flamengo, mas vivia pensando no Vasco da Gama. Era lá onde pulsava o meu coração. Fiz ver isso aos dirigentes Rubro-Negros, arrumei minhas coisas e fui para São Januário ver se ainda existia ambiente para mim. Graças a Deus fui bem recebido. Do contrário, teria abandonado definitivamente os gramados. | ” |

Foi então que, Alfredo, calou a boca daqueles que diziam que ele estava acabado para o futebol. Treinou como nunca havia treinado e foi convocado para a Copa do Mundo de 1950, jogando na ponta-direita e até marcando gol. No Carioca do mesmo ano, ganho pelo Vasco, o versátil Alfredo foi titular da lateral direita de todo o segundo turno.
Na revanche da Copa, quando o Vasco enfrentou o Penãrol do Uruguai em 1951, ele anulou completamente nos dois jogos o carrasco brasileiro Giggia.
No ano seguinte, Alfredo Segundo estava lá, na final do carioca de 1952. Terminou sua carreira assim, coberto de glória. Recebendo título de sócio remido e medalha, em 1956, ano em que pendurou as chuteiras.
Mas ele não conseguiria ficar longe de sua casa, sempre ajudando quando solicitado, servindo até de segurança em baile de carnaval do clube. Em São Januário sempre foi um vascaíno nato, vibrante e dedicado.

## Títulos
Vasco da Gama
- Torneio Internacional Luiz Aranha: 1940
- Campeonatos Carioca: 1945, 1947, 1949, 1950 e 1952[3][4]
- Campeonato Sul-Americano de Clubes Campeões: 1948[7]
- Copa Internacional Rivadávia: 1953[7]
- Taça Centenários de Portugal: 1947
- Torneio Início do Rio de Janeiro: 1942, 1944, 1945 e 1948
- Torneio Municipal de Futebol do Rio de Janeiro: 1944, 1945, 1946 e 1947
- Torneio Relâmpago: 1944 e 1946

Seleção Carioca
- Campeonato Brasileiro de Seleções Estaduais: 1950